# De Bello Africo
De Bello Africo (also  Bellum Africum) é uma obra latina que continua os relatos de Júlio César de suas campanhas, De Bello Gallico e De Bello Civili, e sua sequência de um autor desconhecido De Bello Alexandrino. Ele detalha as campanhas de César contra seus inimigos republicanos na província da África.

## Autoria
De Bello Africo é precedido por De Bello Alexandrino e seguido por De Bello Hispaniensi. Esses três trabalhos encerram o corpus cesariano que relata a Guerra Civil de César . As narrativas históricas, embora atribuídas a César, presumem-se terem sido escritas por três diferentes autores anônimos por volta de 40 a.C. Embora normalmente reunidos e encadernados com os escritos autênticos de César, sua autoria tem sido debatida desde a antiguidade. Uma teoria muito plausível favorece Aulus Hirtius como o autor de De Bello Alexandrino (veja lá para detalhes). Mas devido a diferenças consideráveis de estilo, o consenso acadêmico descartou o autor deste último, bem como Júlio César, como autor ou autores das duas últimas partes. Foi sugerido que estes eram de fato rascunhos preparados a pedido de Hírcio por dois soldados separados que lutaram na respectiva campanha; e se ele tivesse sobrevivido, Hirtius os teria trabalhado em uma forma literária mais eficaz. Há estudiosos que propõem que ele tenha atuado como editor dessas narrativas históricas. Sobre De Bello África, A. G. Way arrisca: "A cronologia cuidadosa e o registro fiel dos sentimentos das tropas sugerem um soldado - possivelmente um oficial subalterno - que estava no local. Que era jovem e inexperiente; um ardente, mas nem sempre equilibrado, partidário; um observador atento de tudo o que acontecia ao seu redor, mas sem acesso aos conselhos internos de seu C.-in-C".